# Scisma di Grotte
(Lettera del clero di Grotte agli ecclesiastici e alla notabilità della diocesi agrigentina, 16 settembre 1873)

Il frontespizio della lettera

Con l’espressione scisma di Grotte si intende la vicenda che portò la quasi totalità degli abitanti di Grotte, comune in provincia di Girgenti, l’odierna Agrigento, ad abbandonare la tradizione cattolica per abbracciare le idee vetero teastamentarie prima, e quelle valdesi poi a causa di una divergenza con l’allora vescovo di Girgenti, monsignor Domenico Turano.
Tale separazione fu causata dalla mancata nomina di padre Luigi Sciarratta ad arciprete di Grotte, violando il diritto di patronato in virtù del quale l’arciprete dovesse essere scelto dai principi di Carini.
Lo scisma durò sei anni, dal 1873 al 1879, e si concluse in seno alla Chiesa cattolica.
Lo scisma favorì l’insorgere di una mentalità liberale e socialista, che portò all’adesione al credo valdese e alla formazione di un cospicuo Fascio.

## Contesto

### Economi ed arcipreti a Grotte
La lotta per l’arcipretura nel paese di Grotte, in provincia di Girgenti, ebbe origine già alla morte dell’arciprete Calogero Ingrao, il quale fu rettore della Matrice dal 1833 al 1872.
Quindi nel maggio 1872 fu nominato come economo, ossia amministratore della chiesa in sua sostituzione, il sacerdote Morreale.
Tuttavia, questi era inviso da clero e popolazione, tanto che al suo posto subentrò Lazzaro Marchica, sortendo però lo stesso effetto.
Il 15 aprile 1873 fu inviato Angelo Cuva, sacerdote di Canicattì, che era appartenuto ai frati Riformati, ma fu talmente malvisto che fu costretto ad abbandonare l'incarico il medesimo giorno dell'insediamento.

### I protagonisti
Le origini dello scisma vero e proprio videro protagonista don Luigi Sciarratta; costui, uomo coltissimo, era molto in vista nella cittadina e riteneva di essere degno successore come arciprete; venne effettivamente designato tale il 12 maggio 1872.
A lui si oppose monsignor Domenico Turano, di simpatie conservatrici, il quale ricoprì la carica di vescovo della diocesi di Girgenti dal 1872 al 1885. Egli si insediò nella diocesi dopo dodici anni dalla morte del precedente vescovo, Domenico Maria Lo Jacono, e si trovò da subito a dover organizzare un territorio che conosceva a malapena.

### Motivi della negazione
Costui si rifiutò di nominare Sciarratta arciprete, poiché questi era appartenente alla Loggia “Verità e Progresso” di Grotte, ricoprendo nella stessa il prestigioso incarico di Secondo Sorvegliante.
La loggia fu fondata nel 1864 e ne ricoprì il ruolo di primo presidente Emanuele Monreale: l’appartenenza alla massoneria era atto non gradito anche dal punto di vista politico data l’appartenenza di eminenti uomini di stato alla stessa: da scrittori a politici, da presidenti del Consiglio dei ministri ad intellettuali, ne costituirono esempio Garibaldi, Francesco Crispi, Vittorio Emanuele Orlando, Sidney Sonnino.

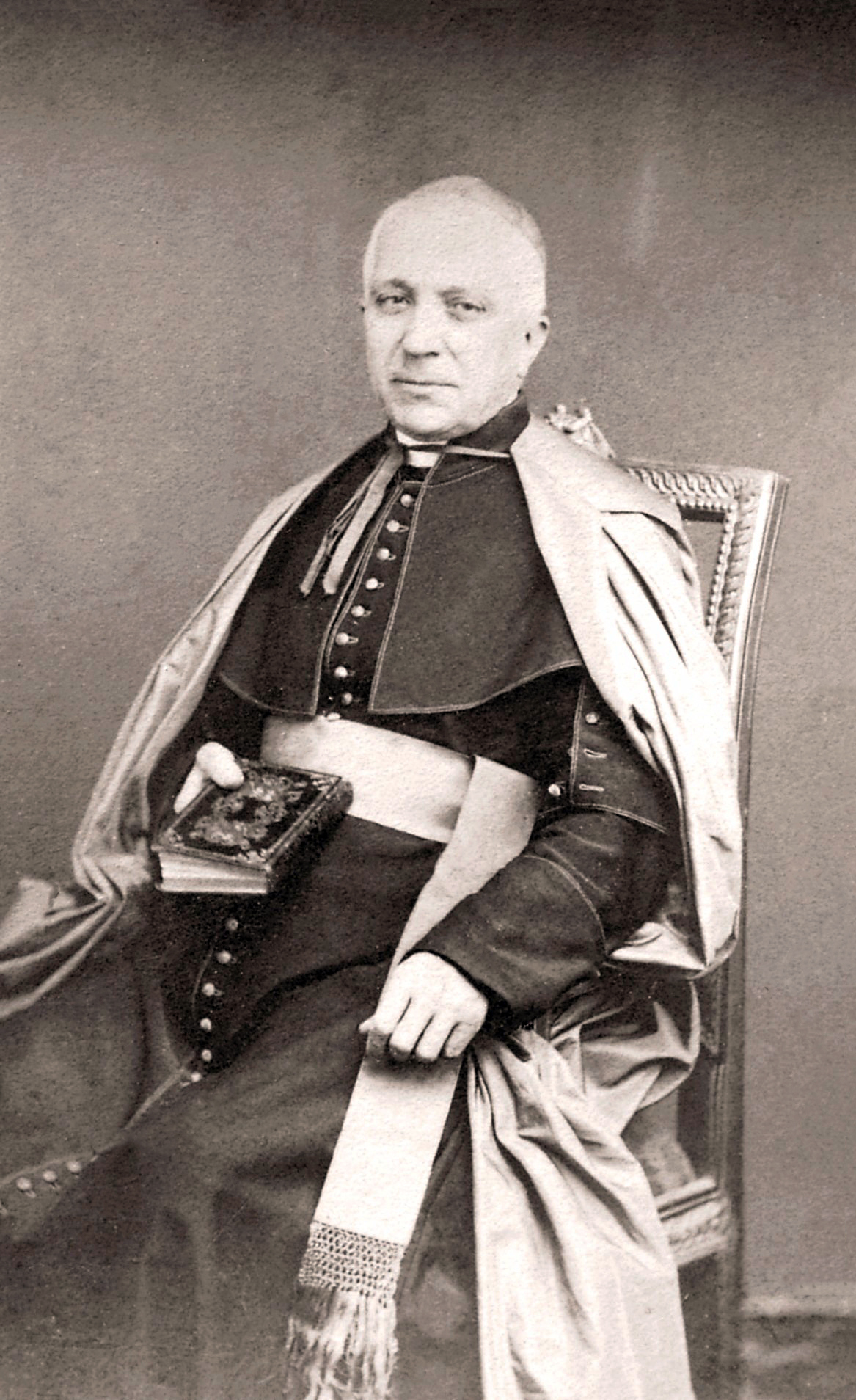
Il cardinale Prospero Caterini, allora prefetto della Sacra congregazione del concilio.

Tale organizzazione fu condannata, peraltro dal punto di vista religioso, nel 1738 da papa Clemente XII e vent’anni dopo, nel 1758, da papa Benedetto XIV.
Lo Sciarratta era stato anche tra i primi, nel giugno 1859, ad issare la bandiera tricolore in Sicilia, con alcuni fedelissimi in contrada La Pietra proprio a Grotte: per quanto il vescovo non fosse dichiaratamente borbonico, mostrava però delle simpatie conservatrici opposte a quelle del sacerdote grottese.
Non potendo esplicitare le prove, il vescovo Turano presentò come incompatibile l’elezione di Sciarratta per i seguenti motivi: l’essere concubino della superiora che reggeva il collegio di suore del paese; l’aver praticato un mutuo sullo stesso Collegio per vantaggi personali ed essersi appropriato personalmente di mobili; l’aver esercitato l’attività di consigliere comunale e Ufficiale di Pubblica Sicurezza del paese, equivalente ad una sorta di capo delle forze dell’ordine, nettamente in contrasto con l'enciclica non expedit.
Il vescovo dunque espresse le proprie preoccupazioni al cardinale Prospero Caterini, allora prefetto della Santa congregazione del concilio.
Su consiglio di quest’ultimo, in data 3 aprile monsignor Turano firmò un cosiddetto “rescritto pontificio”, secondo cui doveva essere proposto un nuovo nome entro 40 giorni.

## Origine dello scisma

### Gli Esercizi Spirituali
Il 4 aprile, il vescovo Turano era in visita nel paese di Favara in occasione della visita parrocchiale e chiedeva ai sacerdoti di Grotte di partecipare ai cosiddetti “Esercizi Spirituali”: un insieme di meditazioni e preghiere da proferire in un’atmosfera di silenzio che avevano funzione di garantire la purificazione spirituale.
Essi erano stati reintrodotti, per opera dello stesso vescovo, dopo circa un cinquantennio e si svolgevano in tre turni, di cui i primi due a febbraio mentre il terzo proprio il 20 del mese di aprile.
In caso di mancata partecipazione, i prelati sarebbero incorsi nella sospensione a divinis, ossia il divieto di officiare messa.
Gran parte del clero locale, complessivamente 13 sacerdoti sui 19 totali, espresse il rifiuto di partecipare, esternando a sua volta addirittura aperto dissenso sull’operato del vescovo: un gesto in solidarietà al rifiuto di nominare Sciarratta come arciprete.
(Stefano Dimino, "Lettera del clero di Grotte al vescovo di Girgenti")

## Sviluppo della vicenda
Un secondo periodo fu caratterizzato da un atteggiamento di finto buonismo da parte del vescovo che, per ingraziarsi Sciarratta, lo invitò a Girgenti e destituì dall’incarico addirittura il canonico Galluzzo, della fazione conservatrice opposta al sacerdote.
Sebbene il vescovo Turano si dimostrasse, all’apparenza, pronto a discutere, si trovava molto imbarazzato data la sua scelta di temporeggiare finché non avesse trovato una decisione adeguata.
Il 17 aprile, due giorni dopo la cacciata del sacerdote Cuva menzionato in precedenza, il vescovo Turano confermò di non voler riconciliarsi con Sciarratta e gli altri del suo seguito.
Contestualmente, sia la parte clericale che quella laica di Grotte videro come un'iniquità quella per cui Sciarratta, uomo coltissimo e benvoluto dalla popolazione, non venisse eletto ad arciprete: così, il 20 aprile 1873, i dodici sacerdoti a lui fedeli occupano la Chiesa Madre del paese, dedicata a Santa Venera.

### Il giuspatronato
Tale parrocchia venne costituita nel 1687 con diritto di giuspatronato esercitato dalla nobile famiglia dei Sanfilippo, duchi di Grotte, successi in seguito dalla famiglia La Grua Talamanca.
Per il giuspatronato, la famiglia di fondatori della parrocchia si riservava il diritto di nominarne il sacerdote con l’onere di provvedere alle spese della chiesa stessa: principalmente, dunque, per questo motivo il popolo di Grotte era avverso a monsignor Turano, arbitro di un diritto che, formalmente, non gli spettava.

### Occupazione della chiesa madre
Per contrastare lo strapotere dei ribelli, venne nominato economo nonché vicario della Chiesa e visitatore straordinario, cioè mediatore con Girgenti, l’arciprete di Racalmuto, padre Tirone, che fu costretto a rassegnare le dimissioni il 10 settembre data l'ingestibilità della situazione.
Egli fu anche l’ultimo economo perché ormai anche il vescovo si accorse che era inutile procedere oltre, ed i sacerdoti si trovarono ad occupare la Matrice incontrastati.

### Sostegno laico
Quindi il 27 agosto i laici presentarono un esposto volto ad istituire un’elezione che denominarono “clerico-popolare”, così che fosse il popolo stesso a nominare i prelati, ed il 31 agosto la quasi totalità dei parrocchiani, di numero 237, inviarono una lettera al vescovo sostenendo le proprie convinzioni: si trattava di persone di elevata estrazione sociale come avvocati, medici, notai, proprietari di miniere ma anche operai e manovali di convinzioni liberali e progressiste.

## L'adesione al vetero-cattolicesimo
(Ignaz von Döllinger)

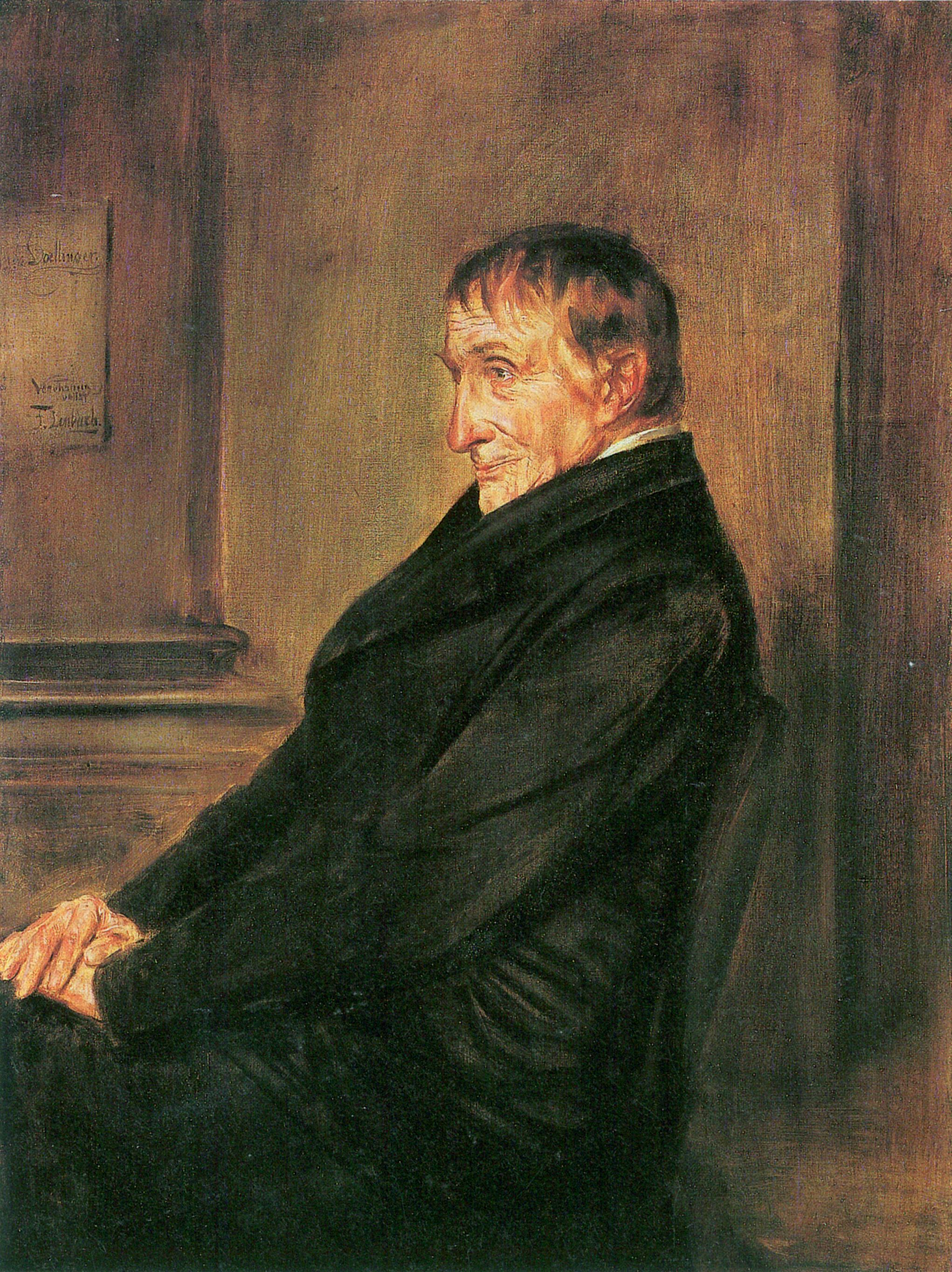
Ritratto di Ignaz von Doellinger, principale portatore delle idee vetero-cattoliche.

A seguito del Concilio Vaticano I si accentuarono dissidi già presenti nella Chiesa a causa dell’introduzione di numerosi dogmi: tra questi, suscitò particolari polemiche quello concernente l’infallibilità papale.
Per tale motivo acquistò importanza la predicazione del teologo tedesco Ignaz von Doellinger: costui, allontanatosi dal Cattolicesimo già nel 1850, anno in cui rifiutò la nomina ad arcivescovo di Salisburgo, biasimava l’organizzazione della Chiesa in quegli anni, nonché l’anacronismo della curia papale e l’incoerenza della stessa, con il proponimento di canonizzare il tedesco Pietro d'Arbues, che era stato inquisitore e, pertanto, in netto contrasto con la stessa Curia romana.
I suoi ideali si diffusero ben presto oltre la Germania, raggiungendo Francia, Belgio ed in seguito anche l’Italia. 

Il frontespizio della Lettera.

### La "Lettera del clero di Grotte agli ecclesiastici della diocesi agrigentina"
Aderendo anch'esso alle idee vetero-cattoliche, il clero ribelle di Grotte pubblicò una lettera il 16 settembre 1873, la quale proponeva il ritorno alle origini antiche del cristianesimo, al tempo in cui le Chiese seguivano sì uno stesso credo religioso ma senza una gerarchia definita.
Il 24 settembre, a otto giorni dalla pubblicazione di questa, i sacerdoti Ignazio Garofalo e Francesco Spalma redassero l’opuscolo “Protesta dei parroci di Girgenti contro la Lettera al clero di Grotte.”

### Accuse al vescovo Turano
La parte opposta rispose con la “Risposta alla protesta dei parroci di Girgenti contro la Lettera al clero di Grotte”, edita ad Alcamo dal giornale “Il Diocesano”: non facendo altro che ribadire le proprie posizioni, essi scrissero che la Chiesa si era allontanata dal messaggio di Cristo, e pertanto essi restavano nel solco della fede condannando l’operato del vescovo Turano.
Egli era stato nominato infatti da monsignor Salvo Maria Sagretti: tuttavia, almeno fino al Concilio di Trento, vescovi e prelati venivano scelti per elezione diretta. Di conseguenza le norme venivano ad essere “eversive” e contro la tradizione cattolica anteriore al Concilio.
Seguì un altro opuscolo da ambo le parti, in cui i sacerdoti di Grotte affermavano l’uguaglianza tra sacerdoti e vescovi nonché l’assenza di una Curia all’interno della Chiesa.
Monsignor Turano scrisse poi, a sua volta, una lettera pastorale indirizzata agli scismatici. Diffusa in tutta la Sicilia e rafforzata dagli spunti dei prelati provinciali, venne poi inviata al Papa Pio IX direttamente in Vaticano che confermò le loro tesi, in data 18 aprile 1874. Tale lettera è quindi da considerare come propedeutica alla scomunica, che accadde da lì a poco.

### La scomunica
(Domenico Turano, "Sentenza di scomunica fulminata dal vescovo di Girgenti contro il sacerdote Luigi Sciarratta di Grotte")
A causa degli atteggiamenti dei ribelli, un editto del 2 maggio 1874 comunicava il trasferimento dell’amministrazione parrocchiale dalla Chiesa Madre alla Chiesa del Purgatorio.
Nel contempo, il cardinale Prospero Caterini sollecitò la scomunica da Roma il 5 giugno, che effettivamente il Turano provvide a fulminare il 15 luglio contro lo Sciarratta, mentre nei mesi successivi per i suoi sostenitori.

## Dibattito parlamentare
Luigi Sciarratta, in un esposto inviato al prefetto di Girgenti il 23 novembre, ribadì che il diritto al patronato era garantito dal diritto civile quanto da quello canonico; non sortendo la risposta alcun effetto, nel febbraio 1875 gli scomunicati inviarono un comunicato al Ministro di Grazia e Giustizia del tempo, Paolo Onorato Vigliani, rimarcando in particolare la disparità che sussisteva tra alto e basso clero. La parrocchia fu quindi riaperta, ma neanche questa volta fu risolta la vicenda.

### Politica a Girgenti
Il periodo della prima legislatura nella provincia agrigentina vide scagliarsi contro due correnti: il barone Ignazio Genuardi, rappresentante della fazione conservatrice; della fazione progressista fu esponente invece Giuseppe Picone, effettivamente eletto e dimessosi per contrasti politici nel 1862.

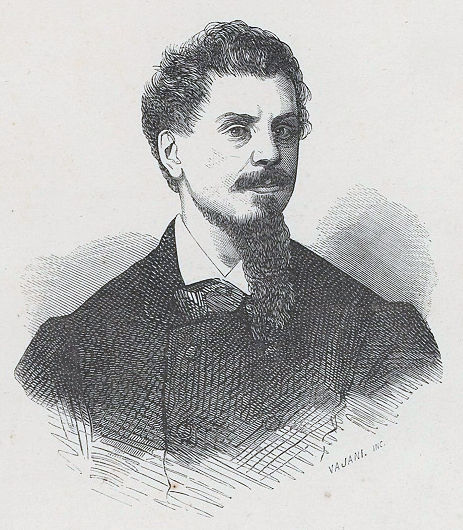
L'onorevole Luigi La Porta, patriota e militante della Sinistra.

#### L'onorevole Luigi La Porta
Per tale motivo, nell'aprile dello stesso anno, fu sostituito dall'onorevole Luigi La Porta. Costui godete di ampia simpatia da parte dell’elettorato, tanto da essere eletto continuativamente per trent'anni, dal 1862 al 1892, come esponente del Partito d’Azione prima e del Partito Socialista poi; nello stesso anno fu eletto senatore e vi rimase fino alla morte nel 1894.
Il La Porta venne visto quindi come un appoggio sicuro, per la sua presenza in Parlamento oltre che per le idee liberali e progressiste che condivideva con gli scismatici, e per tali motivi fu contattato con la mediazione dell'avvocato Emanuele Monreale, con cui sussisteva un rapporto d’amicizia.

### Prima interrogazione parlamentare
Il 17 marzo, l'onorevole La Porta presentò una prima interrogazione parlamentare al Ministro dell’Interno, Girolamo Cantelli, “in ordine di alcuni fatti avvenuti in Grotte”.
Definendo il Turano un “fanatico reazionario sanfedista”, egli annunciò che avrebbe presentato un’interpellanza parlamentare, in modo da conoscere la posizione apertamente la posizione del Governo.
Intervenuti allora entrambi i ministri Cantelli e Vigliani, dichiararono che il governo non era in grado di fare nulla in merito, poiché il ricorso d’appello era ancora in sospeso presso la Curia vaticana; una posizione che fu criticata come ambigua, così da non si incrinassero ulteriormente i rapporti tra lo Stato italiano e la Santa Sede.
L’interrogazione si concluse con l’insoddisfazione di La Porta e la nomina dell’ex gesuita e cappuccino Salamone, originario del vicino di paese di Favara, ad arciprete di Grotte.
Gli scismatici si ritrovarono pertanto, il 28 marzo 1875, a presentare un secondo appello al Ministro Vigliani, sfidando apertamente il Turano affinché si procurasse delle prove.

### L'interpellanza parlamentare
L'interpellanza parlamentare sui rapporti tra Stato e Chiesa, che La Porta aveva preannunciato, venne firmata anche dal conte Pasquale Slanislao Mancini e vide l’intervento di diversi deputati oltre agli interessati stessi. 

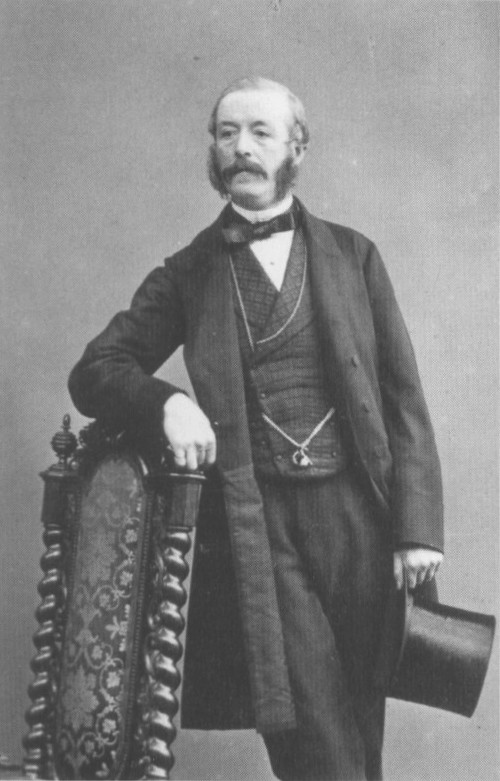
Marco Minghetti, per la seconda volta presidente del Consiglio dei ministri dal 1873 al 1876.

Il La Porta sottolineò la prassi, al tempo molto comune, per cui i vescovi e i parroci fossero sprovvisti di exequatur, cioè il riconoscimento da parte dello Stato che concedeva l’esecuzione di atti ecclesiastici sul proprio territorio; dunque essi, pur non avendo domandato alcuna autorizzazione alle autorità civili, esercitavano comunque la loro attività.
Proprio per il rifiuto del Governo di concedere exequatur, circa la metà delle diocesi italiane restò vacante con un numero di 108 sulle 227 totali a metà degli anni sessanta. Nella stessa Sicilia rimasero vacanti, tra il 1860 ed il 1868, otto diocesi su diciassette, tra cui proprio quella di Girgenti, come accennato sopra, alla morte del vescovo Lo Jacono.
Ma anche monsignor Turano era sprovvisto di exequatur e pertanto fu costretto a lasciare, seppure per un limitato periodo, l'arcidiocesi di Girgenti.
L’inconfutabile realtà dei fatti portò anche esponenti della Destra a schierarsi con la fazione opposta, unanimità che preoccupò il presidente del Consiglio Marco Minghetti. Egli promise allora di completare, nel più rapido tempo possibile, quanto promesso dalla Legge delle Guarentigie, nonché di irrigidire il controllo degli uffici periferici sulle effettive autorizzazioni degli ecclesiastici: misure tanto tempestive erano volte ad evitare una possibile crisi di Governo.
Ciò, comunque, non sortì alcun effetto nel contesto di Grotte.

### Seconda interrogazione parlamentare

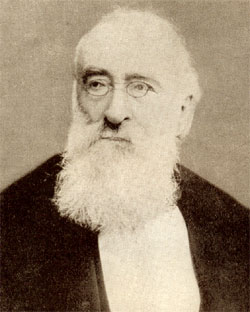
Agostino Depretis nel suo primo governo del 1876-1878.

A Sciarratta sembrò di avere maggiori opportunità quando, nel marzo 1876, s'insediò il nuovo governo guidato da Agostino Depretis.
Due anni dopo, nel marzo 1878, La Porta presentò un’altra interrogazione parlamentare in cui spinse il siciliano Ministro degli interni, Francesco Crispi, a domandare se a Grotte fosse minacciato l’ordine pubblico per i fatti che accadevano.
Ricevuta risposta negativa, ancora una volta per evitare di inimicarsi il Vaticano, nessuno in Parlamento sembrò più interessarsi alla questione, ristabilendo lo status quo: il Turano ritornò in diocesi, mentre lo Sciarratta e i suoi rimasero scomunicati ed espulsi dalla Matrice.

#### Reazione del vescovo
Nel frattempo perfino il Vaticano acquistava attenzione per l’importanza che la vicenda aveva preso, con il cardinale Caterini che si informò ulteriormente con il vescovo Turano riguardo all'evoluzione della faccenda.
Questi non mostrò particolare preoccupazione, nonostante gli scismatici avessero presentato ancora una seconda petizione, rimarcando di non essere stati ancora rimossi dagli uffici che occupavano.
Di tutta risposta, il vescovo intensificò la sua visita pastorale ai confini della provincia, diffondendo così la sua versione della vicenda. Turano pubblicò quindi l’Annuario Diocesano in cui descriveva la scissione dal suo punto di vista, giungendo a diffonderlo anche oltre i confini della diocesi.

### L'abbandono della questione
La questione scismatica, oramai, sembrava prolungarsi ulteriormente senza raggiungere mai risultati concreti: se tra i liberali la questione aveva assunto una grande importanza a livello nazionale, il popolo di Grotte ne cominciava ad essere stanco; ma ciò lo fu anche per il clero.
Il primo a disertare fu il sacerdote Giovanni Di Stefano, nel dicembre 1874, seguito dopo non molto da Stefano Dimino e Girolamo Tulumello che indossarono l’abito laico; costoro furono assolti dalla scomunica nel 1877.
Nel 1878, per un caso simile di violazione del giuspatronato esercitato dal principe Naselli nel vicino paese di Aragona, il Tribunale ecclesiastico diede ragione al Turano.
Quindi il poco interessamento da parte della politica unito al disinteresse del popolo di Grotte e al progressivo invecchiamento dei sacerdoti che avevano avviato lo scisma convinsero sei dei rimanenti, incluso lo stesso Sciarratta, a porre fine allo scisma. Come affermò lo storico Massimo Ganci, “lo scisma finì per estinguersi per consunzione interna”.
Pertanto i ribelli fecero pervenire al vescovo Turano una dichiarazione il 2 aprile 1879:
Su consultazione con il Caterini, dove venti giorni il vescovo ritirò la scomunica ed i sacerdoti furono riabilitati; ciononostante, Sciarratta e Dimino continuarono a perseguire i propri ideali liberali e socialisti, fondando la Società Operaia di Grotte e continuando la propria attività in massoneria. Aderirono, in seguito, anche al credo valdese di cui si tratterà più avanti.
Tuttavia, la vicenda non poteva ancora dirsi conclusa: seppure in Matrice l’attività ecclesiastica fosse svolta dal prelato Salamone assistito dall’economo Morreale, questa continuava a considerarsi “sede vacante”.

## Fine dello scisma

### L'insediamento di monsignor Gaetano Blandini
Nel frattempo le precarie condizioni di salute del Turano lo spinsero a chiedere un ausiliario: così, il Vaticano inviò a lui un coadiutore con diritto di successione, monsignor Gaetano Blandini.
Originario di Palagonia, nominato vescovo a quarantasei anni nel 1880, raggiunse la diocesi di Girgenti il 15 maggio 1883 e fu costretto a scontrarsi fin da subito proprio con la diffidenza del vescovo, il quale si ritirò presto a Palermo morendovi il 2 febbraio 1885.
Il Blandini, adesso nuovo vescovo, non prestò molta attenzione ai fatti di Grotte continuando ad esercitare la sua attività ecclesiastica impegnandosi a fondare Circoli Cattolici nei paesi della provincia.

### Cessazione definitiva
Ciononostante egli nominò come nuovo arciprete Pellegrino Crescimanno, titolare dal 1886 al 1890, contro il quale fu intentato un processo civile da parte degli ex scismatici ma senza che il vescovo ritirasse la nomina. A questi successe il sacerdote Gaetano Capitano, arciprete dal 1890 al 1911.
L’episodio scismatico era definitivamente terminato quando monsignor Blandini morì nel 1898 seguito da padre Sciarratta pochi anni più tardi, nel 1904.

## Conseguenze
(Leonardo Sciascia, “Occhio di capra”)
Sebbene l’episodio scismatico terminò in seno alla Chiesa Cattolica, la principale conseguenza che ebbe fu il formarsi di una mentalità aperta e liberale, contraria ai dogmi e orgogliosa della propria identità popolare.
Buona parte della popolazione e del clero si convertirono presto al valdismo il quale, assumendo presto un’impronta socialista e coinvolgendo le classi più basse dei lavoratori, favorì il formarsi del più importante Fascio in provincia di Girgenti, e tra i più importanti in Sicilia.
Molte vie furono intitolate a personaggi o episodi in aperta rottura con il messaggio cattolico, considerato da molti cittadini freddo e distante.

### Il credo valdese

#### Origini
Il movimento valdese guadagnò forza nel 1848 con la promulgazione dello Statuto Albertino, che garantiva libertà di culto e l’eguaglianza dei diritti civili. Da allora in avanti vi fu una progressiva espansione del movimento, che giunse perfino in Sicilia.
Qui trovò terreno fertile proprio a Grotte, per via delle idee anticonformiste e innovative che padre Sciarratta ed i suoi continuavano a diffondere; adesione che cresceva grazie al supporto anche di laici, dalle idee liberali e progressiste.

#### L'adesione di Grotte
Il culto evangelico fu introdotto dal pittore adornista Orazio Presa il quale consentì la formazione di una prima comunità valdese; questa raggiunse dimensioni consistenti e fu molto attiva nel sociale.
Ma in seguito al fallito scisma, un ruolo importante nella diffusione del credo lo ebbero proprio Stefano Dimino e lo stesso don Luigi Sciarratta: costoro presero contatti con Stefano Revel, pastore di Caltanissetta, che il 18 giugno 1885 compì la prima inizializzazione religiosa.
Un aspetto da non sottovalutare, come accennato nella sezione precedente, è il fatto che fu Dimino che fondò il Circolo Operaio “Savonarola”, a metà degli anni Settanta ed ancora in pieno scisma, che consentì la diffusione di un credo protestante che ben si coniugava ai principi socialisti di operai e minatori, propagato nei luoghi di lavoro dai primi adepti che si convertivano, come il minatore Giuseppe Licata. Inoltre era tangibile come la Chiesa di Roma predicasse soltanto formalmente la povertà ma comportandosi con diffidenza nei confronti delle classi più disagiate.
(Salvatore Francesco Romano, “Storia dei Fasci siciliani”)
La Tavola Valdese scelse quindi di costruire una chiesa nelle vicinanze del palazzo comunale, per la grande portata dei fedeli che accorrevano anche dai paesi limitrofi; la prima pietra fu posta nel 1885 ed i lavori terminarono dodici anni dopo.

#### La scuola laica
Accanto ad essa venne costruita una scuola elementare, che fu attiva per un cinquantennio e costituì una valida alternativa all’insegnamento sacerdotale, con una frequenza di oltre 200 alunni. La scuola si distinse per l’ottima qualità dell’insegnamento, per l’elevata preparazione di docenti laici e di professione oltre che, soprattutto, per il tempo pieno: non a caso il sindaco Giuseppe Vassallo fu attivo nella causa scismatica, istituendo anche corsi serali nelle scuole laiche.
La scuola valdese prevedeva anche una refezione scolastica ed aiutava i giovani che ultimavano gli studi ad inserirsi nel mondo del lavoro, per il maggiore contatto che si stabiliva tra docenti e discenti.
Presto, la chiesa valdese si espanse in tutto il circondario arrivando a coinvolgere spesso i contadini, categoria vicina ai minatori. Non erano pochi, difatti, i lavoratori della terra che abbandonavano il proprio mestiere per impiegarsi nelle zolfare in cui il lavoro, sebbene pesante, era però costante e sicuro viste le immense quantità di zolfo nelle miniere della zona.

### Il Fascio di Grotte
Tutti questi elementi favorirono la costituzione di un Fascio di lavoratori, che presto divenne il più importante della provincia: comprendeva infatti più di un terzo degli abitanti della popolazione, annoverando oltre tremila iscritti sui diecimila abitanti della zona.
Qui il fascio fu istituito il 17 dicembre 1892, con primo presidente Giovanni Battista Castiglione: come presumibile, il fascio ebbe un ruolo di primo piano nell’organizzare le rivolte e gli scioperi dei lavoratori. Furono molti coloro che collaboravano saltuariamente all’organizzazione degli scioperi, tra cui il maestro elementare Rinaldo di Napoli, il quale venne però arrestato nel settembre 1893.

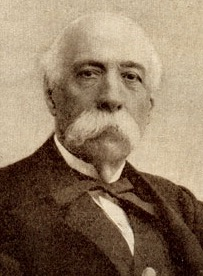
Francesco Crispi, presidente del Consiglio dei ministri, fu a capo di un governo tra il 1893 ed il 1896.

Nel contempo ebbe luogo il primo Congresso dei minatori siciliani, precisamente il 12 ottobre di quell’anno, a cui parteciparono circa 1500 lavoratori che in seguito fu considerato da molti come “la prima assise sindacale siciliana”. Parteciparono anche esponenti illustri, provenienti dai Fasci di tutta la Sicilia, tra cui l’avvocato agrigentino Ippolito Onorio De Luca, dichiarato nemico dei nobili e possidenti locali, definiti in modo dispregiativo camerilloti.
L’anno successivo il presidente del Consiglio Francesco Crispi adottò delle misure repressive che portarono alla chiusura dei Fasci in tutto il territorio nazionale. La questione, che approdò in Parlamento, vide l’onorevole Napoleone Colajanni, originario di Castrogiovanni, definire Grotte una “piccola San Marino”, per via della ferma convinzione con cui le idee socialiste erano portate e diffuse.

### Toponomastica
Il sentito dissenso del popolo e del clero per la Chiesa di Roma ha riprova perfino nella toponomastica delle vie cittadine, che fu radicalmente mutata.
Le principali vie cittadine furono infatti dedicate a personaggi che si erano battuti contro l’oppressione cattolica: ne sono esempi la via Arnaldo da Brescia, via Giovanni da Procida,  via Ugo Bassi.
Inoltre la piazza antistante la chiesa Madre venne rinominata “Piazza del Popolo”; il corso principale fu dedicato a Giuseppe Garibaldi, morto a Caprera pochi anni prima, nel 1878; la piazza antistante la chiesa del Carmelo fu denominata “Piazza del Plebiscito” grazie al quale, il 21 ottobre 1860, Grotte passò dalla giurisdizione di cittadina baronale a comune libero.

### Epilogo
L’appartenenza al credo valdese, con i valori socialisti già citati di libertà, uguaglianza e progresso, si trasformò presto in un orgoglio anticlericale ma dichiaratamente laico e, come visto, costituì il mezzo che garantiva al popolo di Grotte un riscatto della propria identità.
La chiesa veniva riaperta, saltuariamente, un giorno alla settimana per il culto fino agli anni ’90 nonostante i pochi fedeli che accorrevano dai comuni limitrofi, così come i pastori che officiavano la messa; successivamente, dal 2000 al 2008, la chiesa rimase chiusa per cessazione delle attività.
Ceduta, nello stesso anno, dalla Tavola Valdese alla Chiesa Evangelica, è stata riaperta al culto nel mese di ottobre 2008.